# Rio Berendești
O Rio Berendeşti é um rio da Romênia afluente do Rio Vârciorog, localizado no distrito de Bihor.